# 中国電力建設
中国電力建設股份有限公司（ちゅうごくでんりょくけんせつ-こふんゆうげんこうし、英文名称：Power Construction Corporation of China, Ltd.、簡体字：中国电力建设股份有限公司）は、中華人民共和国の中央企業の中国電力建設集団有限公司（Power Construction Corporation of China）の子会社である。中国の企業国有資産法は、国有資本が持分の過半数を有し支配を受ける会社を国有資本控股公司（国有資本による従属会社）としており、当社はそれに該当する。上海証券取引所に上場する公開会社である。
組織形態として持株会社制を採用しており、傘下の企業は、利水治水施設・電力インフラ・交通インフラ・社会インフラの設計、施工、コンサルティングの請負、包括請負を主要な事業とし、設計・コンサルティングのサービス提供、発電所を対象とした投資および運営、不動産開発、利水治水施設・水力発電向け設備機器の製造とリースなども手掛ける。
世界の建設エンジニアリングの動向について情報提供するENRによると、自国と海外の事業を合わせた収益合計を指標とした 「2017 Top 250 Global Contractors」において親会社の中国電力建設集団有限公司は第5位であった。
また自国を除いた海外事業からの収益合計を指標とした「2017 Top 250 International Contractors」において親会社の中国電力建設集団有限公司は第10位であった。

## 沿革
- 1989年1月3日、「中国水利水電建設集団公司（中国語版）」が、水利部直轄の建設会社として設立される。
- 1997年1月、政企分離が実施され全国の電力事業を統括する「国家電力公司（中国語版）」が創設される。
- 2002年12月、「中国水電工程顧問集団公司（中国語版）」が、中国水利水電建設集団公司の測量・設計・コンサルタントを担う子会社として設立される。
- 2002年12月、国務院の電力事業の発送電分離の方針に基づき「国家電力公司」が解体される。その送電部門の後継会社として「国家電網公司（現、国家電網有限公司）」および「中国南方電網有限責任公司」が設立される。
- 2009年11月30日、「中国水利水電建設集団公司」および「中国水電工程顧問集団公司」が共同発起人となり、「中国水利水電建設股份有限公司」が設立される。中国水利水電建設股份有限公司は、当社（中国電力建設股份有限公司）の旧名である。
- 2011年9月29日、「中国水利水電建設集団公司」、「中国水電工程顧問集団公司」、並びに「国家電網公司」、「中国南方電網有限責任公司」の傘下の送配電インフラの測量、設計、施工、設備の製造を行う企業を整理統合し、当社の親会社の「中国電力建設集団有限公司」が設立される。中国水利水電建設集団公司および中国水電工程顧問集団公司は、中国電力建設集団有限公司の子会社となる。
- 2011年9月30日、中国水利水電建設股份有限公司は上海証券取引所のA株銘柄として上場する。
- 2014年1月2日、中国水利水電建設股份有限公司は「中国電力建設股份有限公司」に改名する。

## 電力産業を主管する当局の変遷
- 1958年、水利部および電力工業部（中国語版）が合併し、水利電力部（中国語版）が創設される。
- 1979年、水利電力部は再び水利部および電力工業部に分割される。
- 1982年、分割された水利部および電力工業部は合併し再び水利電力部が創設される。
- 1988年、水利電力部は廃止され再び水利部が創設される。電力政策および事業は同年に新設された能源部に移管される。
- 1993年、電力政策および事業は再び創設された電力工業部に移管される。
- 1998年、電力工業部は廃止され、電力政策および規制は「国家経済貿易委員会（中国語版）電力局」に移管される。
- 2002年、電力政策は「国家発展改革委員会能源局」、電力規制は「国家電力監管委員会（中国語版）」に移管される。
- 2008年、国家発展改革委員会能源局は外局の「国家能源局（中国語版）」として分離される。
- 2013年、国家電力監管委員会は廃止され、機能と職責は国家能源局に移管される。

## 親会社との収益合計の比
中国企業連合会、中国企業家協会が2017年9月に発表した「中国企業トップ500」によれば、2016年の中国電力建設集団有限公司の収益合計は32,465,182万元であった。また中国電力建設股份有限公司の2017年財務報告書によれば、同社の2016年の収益合計は23,896,836万元であった。よって2016年の中国電力建設股份有限公司と中国電力建設集団有限公司の収益合計の比は、73.6%となる。なお、中国電力建設集団有限公司の連結関係会社間の取引に伴う収益合計の調整は行っていない。

## 主な事業
2017年度監査報告書によると、セグメント区分は、以下の通り。
- プロジェクト各工程の請負・測量設計事業

利水・治水施設、電力インフラ、道路、鉄道、港湾、水路、空港、住宅、社会インフラ、都市鉄道の測量、設計、調達、建設、試運転、監理の請負および包括請負。建設技術の研究開発、測量サービス、設計サービス、その他の技術サービスの提供。
- 電力事業への投資・運営事業
- 不動産開発事業
- 設備機器製造・リース事業

利水・治水施設、水力発電施設向けの設備機器の設計・製造・販売・リース・貿易
- その他の事業

商品の貿易、資材の販売、知財ビジネス、人材開発、その他サービス業
2016年度と2017年度の監査報告書によると、セグメント別の収益および利益は以下の通り。
|                                | プロジェクト各工程の請負 ・測量設計サービス | 電力事業への 投資・運営 | 不動産    | 設備製造 ・リース | その他    | 相殺消去  | 配賦不能 | 合計       |
| ------------------------------ | ------------------------------------------- | ----------------------- | --------- | ----------------- | --------- | --------- | -------- | ---------- |
| 外部顧客からの収益(百万元)     | 219,419.93                                  | 9,704.61                | 18,480.99 | 1,614.77          | 17,599.59 | ―         | ―        | 266,819.90 |
| セグメント間の内部収益(百万元) | 5,155.54                                    | 1.95                    | ―         | 304.17            | 2,943.08  | △8,404.74 | ―        | ―          |
|                                |                                             |                         |           |                   |           |           |          |            |
| 収益合計(百万元)               | 224,575.47                                  | 9,706.56                | 18,480.99 | 1,918.94          | 20,542.67 | △8,404.74 | ―        | 266,819.90 |
| 構成比(%)                      | 84.17                                       | 3.64                    | 6.93      | 0.72              | 7.70      | ―         | ―        | 100.00     |
| 増減率(%)                      | 10.87                                       | 24.82                   | 10.72     | 9.84              | 15.49     | △10.60    | ―        | 11.65      |
| 寄与度(%)                      | 9.21                                        | 0.81                    | 0.75      | 0.07              | 1.15      | △0.34     | ―        | 11.65      |
|                                |                                             |                         |           |                   |           |           |          |            |
| セグメント利益(百万元)         | 8,190.91                                    | 455.98                  | 1,283.57  | △689.86           | 701.61    | 504.40    | 463.99   | 10,910.60  |
| 構成比(%)                      | 75.07                                       | 4.18                    | 11.76     | ―                 | 6.43      | 4.62      | 4.25     | 100.00     |
| 増減率(%)                      | △6.77                                       | △6.55                   | 4.98      | △55.28            | 370.93    | 335.29    | 135.79   | 11.62      |
| 寄与度(%)                      | △6.08                                       | △0.33                   | 0.62      | △2.51             | 9.83      | 7.35      | 2.73     | 11.62      |
|                                |                                             |                         |           |                   |           |           |          |            |
| セグメント利益率(%)            | 3.65                                        | 4.70                    | 6.95      | ―                 | 3.42      | ―         | ―        | 4.09       |

注）収益には営業収益のほかに利息収益、手数料収益が含まれる。相殺消去項目は、連結内部取引に伴う収益およびセグメント利益の分を相殺する為の項目である。配賦不能項目には、セグメント別の分類が不可能な売上原価、販売費、一般管理費、その他の収入、その他の利得と損失、ならびに金融収支、合弁企業と共同経営企業からの投資収益が含まれている。引用元の2017年度財務報告書では合弁企業と共同経営企業からの投資収益463.99百万元をその他の項目に計上しているが、上の表ではその他の項目からその分を減じて配賦不能項目に加え直している。表中のセグメント利益の合計の欄は連結の税引前利益とした。△はマイナスの数値。

## 建設プロジェクト請負事業の収益構成
2015年から2017年の各年度報告によると、建設プロジェクト各工程（測量、設計、調達、建設、試運転、監理など）請負事業のインフラ種別で区分された収益は以下の通り。
|                                | 2013年     | 2014年     | 2015年     | 2016年     | 2017年     |
| ------------------------------ | ---------- | ---------- | ---------- | ---------- | ---------- |
| 利水・治水・水力発電施設       | 71,488.68  | 67,902.60  | 65,298.48  | 66,392.54  | 63,358.09  |
| 構成比（%）                    | 43.72      | 35.75      | 30.96      | 27.81      | 23.81      |
| 増減率（%）                    | ―          | △5.02      | △3.84      | 1.68       | △4.57      |
| 寄与度（%）                    | ―          | △2.19      | △1.37      | 0.52       | △1.27      |
|                                |            |            |            |            |            |
| その他の電力インフラ           | 9,185.24   | 13,180.34  | 18,433.61  | 18,603.35  | 20,529.48  |
| 構成比（%）                    | 5.62       | 6.94       | 8.74       | 7.79       | 7.72       |
| 増減率（%）                    | ―          | 43.49      | 39.86      | 0.92       | 10.35      |
| 寄与度（%）                    | ―          | 2.44       | 2.77       | 0.08       | 0.81       |
|                                |            |            |            |            |            |
| 交通・社会インフラ             | 50,598.61  | 72,277.80  | 85,318.49  | 101,542.46 | 124,238.12 |
| 構成比（%）                    | 30.94      | 38.05      | 40.45      | 42.54      | 46.69      |
| 増減率（%）                    | ―          | 42.85      | 18.04      | 19.02      | 22.35      |
| 寄与度（%）                    | ―          | 13.26      | 6.87       | 7.69       | 9.51       |
|                                |            |            |            |            |            |
| 建設プロジェクト請負事業の合計 | 131,272.53 | 153,360.74 | 169,050.58 | 186,538.36 | 208,125.70 |
| 構成比（%）                    | 80.27      | 80.74      | 80.15      | 78.15      | 78.22      |
| 増減率（%）                    | ―          | 16.83      | 10.23      | 10.34      | 11.57      |
| 寄与度（%）                    | ―          | 13.51      | 8.26       | 8.29       | 9.04       |
|                                |            |            |            |            |            |
| 営業活動による収益             | 163,530.60 | 189,940.56 | 210,921.29 | 238,695.90 | 266,090.43 |
| 構成比（%）                    | 100.00     | 100.00     | 100.00     | 100.00     | 100.00     |
| 増減率（%）                    | ―          | 16.15      | 11.05      | 13.17      | 11.48      |
| 寄与度（%）                    | ―          | 16.15      | 11.05      | 13.17      | 11.48      |

注）△はマイナスの数値。

## 収益の地理的構成
2015年から2017年の各年度報告によると、中国国内と海外の事業で区分された収益は以下の通り。
|                                   | 2013年     | 2014年     | 2015年     | 2016年     | 2017年     |
| --------------------------------- | ---------- | ---------- | ---------- | ---------- | ---------- |
| 国内（百万元）                    | 106,506.47 | 124,908.97 | 157,334.50 | 183,024.73 | 201,197.77 |
| 構成比（%）                       | 73.54      | 74.75      | 74.59      | 76.59      | 75.41      |
| 増減率（%）                       | 18.08      | 17.28      | 25.96      | 16.33      | 9.93       |
| 寄与度（%）                       | 12.84      | 12.71      | 19.41      | 12.18      | 7.60       |
|                                   |            |            |            |            |            |
| 国外（百万元）                    | 37,024.58  | 40,731.77  | 51,947.73  | 54,041.53  | 63,219.54  |
| 構成比（%）                       | 25.56      | 24.38      | 24.63      | 22.61      | 23.69      |
| 増減率（%）                       | 5.16       | 10.01      | 27.54      | 4.03       | 16.98      |
| 寄与度（%）                       | 1.43       | 2.56       | 6.71       | 0.99       | 3.84       |
|                                   |            |            |            |            |            |
| 相殺消去および 配賦不能（百万元） | 1,305.95   | 1,450.45   | 1,639.06   | 1,902.10   | 2,402.58   |
| 構成比（%）                       | 0.90       | 0.87       | 0.78       | 0.80       | 0.90       |
| 増減率（%）                       | △20.01     | 11.07      | 13.00      | 16.05      | 26.31      |
| 寄与度（%）                       | △0.26      | 0.10       | 0.11       | 0.12       | 0.21       |
|                                   |            |            |            |            |            |
| 合計（百万元）                    | 144,837.01 | 167,091.19 | 210,921.29 | 238,968.36 | 266,819.90 |
| 構成比（%）                       | 100.00     | 100.00     | 100.00     | 100.00     | 100.00     |
| 増減率（%）                       | 14.01      | 15.36      | 26.23      | 13.30      | 11.65      |
| 寄与度（%）                       | 14.01      | 15.36      | 26.23      | 13.30      | 11.65      |

注）合計は連結の総収益とした。相殺消去および配賦不能項目は、連結の総収益から国内の収益および国外の収益を差引いた値であり、内部取引に伴う収益の相殺ならびに国内と海外のどちらにも配賦不能な収益を含む。△はマイナスの数値。

## 資産の地理的構成
2015年から2017年の各年度報告によると、中国国内と国外の事業で区分された資産は以下の通り。
|                                           | 2015年     | 2016年     | 2017年     |
| ----------------------------------------- | ---------- | ---------- | ---------- |
| 国内ならびに 相殺消去・配賦不能（百万元） | 341,433.83 | 420,777.12 | 457,645.08 |
| 構成比（%）                               | 84.28      | 84.11      | 79.46      |
| 増減率（%）                               | ―          | 23.24      | 8.76       |
| 寄与度（%）                               | ―          | 19.59      | 7.37       |
|                                           |            |            |            |
| 国外（百万元）                            | 63,669.00  | 79,500.97  | 118,300.00 |
| 構成比（%）                               | 15.72      | 15.89      | 20.54      |
| 増減率（%）                               | ―          | 24.87      | 48.80      |
| 寄与度（%）                               | ―          | 3.91       | 7.76       |
|                                           |            |            |            |
| 合計（百万元）                            | 405,102.83 | 500,278.08 | 575,945.08 |
| 構成比（%）                               | 100.00     | 100.00     | 100.00     |
| 増減率（%）                               | ―          | 23.49      | 15.12      |
| 寄与度（%）                               | ―          | 23.49      | 15.12      |

注）合計は連結の総資産とした。国内ならびに相殺消去・配賦不能項目は、連結の総資産から国外の資産を差引いた値であり、国内ならびに内部取引に伴う総資産の相殺ならびに国内と海外のどちらにも配賦不能な資産を含む。△はマイナスの数値。

## 新規受注高
2013年から2017年の各年度報告によると、地理別の新規受注高は以下の通り。
|                | 2013年  | 2014年  | 2015年  | 2016年  | 2017年  |
| -------------- | ------- | ------- | ------- | ------- | ------- |
| 国内（百万元） | 136,441 | 151,925 | 228,082 | 243,249 | ―       |
| 構成比（%）    | 64.92   | 63.84   | 69.58   | 67.38   | ―       |
| 増減率（%）    | ―       | 11.35   | 50.13   | 6.65    | ―       |
| 寄与度（%）    | ―       | 7.37    | 32.00   | 4.63    | ―       |
|                |         |         |         |         |         |
| 国外（百万元） | 73,712  | 86,041  | 99,713  | 117,773 | ―       |
| 構成比（%）    | 35.08   | 36.16   | 30.42   | 32.62   | ―       |
| 増減率（%）    | ―       | 16.73   | 15.89   | 18.11   | ―       |
| 寄与度（%）    | ―       | 5.87    | 5.75    | 5.51    | ―       |
|                |         |         |         |         |         |
| 合計（百万元） | 210,153 | 237,966 | 327,795 | 361,022 | 406,791 |
| 構成比（%）    | 100.00  | 100.00  | 100.00  | 100.00  | 100.00  |
| 増減率（%）    | ―       | 13.23   | 37.75   | 10.14   | 12.68   |
| 寄与度（%）    | ―       | 13.23   | 37.75   | 10.14   | 12.68   |

注）△はマイナスの数値。

## 受注残高
2014年から2017年の各年度報告によると、地理別の新規受注高は以下の通り。
|                | 2014年  | 2015年  | 2016年  | 2017年  |
| -------------- | ------- | ------- | ------- | ------- |
| 国内（百万元） | 244,608 | 354,484 | 447,644 | 565,694 |
| 構成比（%）    | 55.77   | 56.40   | 60.88   | 65.27   |
| 増減率（%）    | ―       | 44.92   | 26.28   | 26.37   |
| 寄与度（%）    | ―       | 25.05   | 14.82   | 16.06   |
|                |         |         |         |         |
| 国外（百万元） | 193,993 | 274,034 | 287,612 | 300,945 |
| 構成比（%）    | 44.23   | 43.60   | 39.12   | 34.73   |
| 増減率（%）    | ―       | 41.26   | 4.95    | 4.64    |
| 寄与度（%）    | ―       | 18.25   | 2.16    | 1.81    |
|                |         |         |         |         |
| 合計（百万元） | 438,601 | 628,518 | 735,256 | 866,639 |
| 構成比（%）    | 100.00  | 100.00  | 100.00  | 100.00  |
| 増減率（%）    | ―       | 43.30   | 16.98   | 17.87   |
| 寄与度（%）    | ―       | 43.30   | 16.98   | 17.87   |

注）△はマイナスの数値。

## 主な関係会社

### 主な子会社
建設
- 中国水利水電第一工程局有限公司(Sinohydro Bureau 1 Co., Ltd.)、本社：吉林省長春市
- 中電建建築集団有限公司(Sinohydro Bureau 2 Co., Ltd.)、本社：北京市
- 中国水利水電第三工程局有限公司(Sinohydro Bureau 3 Co., Ltd.)、本社：陝西省西安市
- 中国水利水電第四工程局有限公司(Sinohydro Engineering Bureau 4 Co., Ltd.)、本社：青海省西寧市
- 中国水利水電第五工程局有限公司(Sinohydro Bureau 5 Co., Ltd.)、本社：四川省成都市
- 中国水利水電第六工程局有限公司(Sinohydro Bureau 6 Co., Ltd.)、本社：遼寧省瀋陽市
- 中国水利水電第七工程局有限公司(Sinohydro Bureau 7 Co., Ltd.)、本社：四川省成都市
- 中国水利水電第八工程局有限公司(Sinohydro Bureau 8 Co., Ltd.)、本社：湖南省長沙市
- 中国水利水電第九工程局有限公司(Sinohydro Bureau 9 Co., Ltd.)、本社：貴州省貴陽市
- 中国水利水電第十工程局有限公司(Sinohydro Bureau 10 Co., Ltd.)、本社：四川省都江堰市
- 中国水利水電第十一工程局有限公司(Sinohydro Bureau 11 Co., Ltd.)、本社：河南省鄭州市
- 中国水利水電第十二工程局有限公司(Sinohydro Bureau 12 Co., Ltd.)、本社：浙江省杭州市
- 中国電建市政建設集団有限公司(STECOL Corporation)、本社：天津市
- 中国水利水電第十四工程局有限公司(Sinohydro Bureau 14 Co., Ltd.)、本社：雲南省昆明市
- 中国水電建設集団第十五工程局有限公司(Sinohydro Corporation Engineering Bureau 15 Co., Ltd.)、本社：陝西省西安市
- 中国水利水電第十六工程局有限公司(Sinohydro Bureau 16 Co., Ltd.)、本社：福建省福州市
- 中国水電基礎局有限公司(Sinohydro Foundation Engineering Bureau Co.,Ltd)、本社：天津市
- 中国電建集団港航建設有限公司(Powerchina Harbour Co., Ltd.)、本社：天津市
- 中電建路橋集団有限公司(Powerchina Roadbridge Group Co., Ltd.)、本社：北京市
- 中国電建集団国際工程有限公司(Powerchina International Group Limited)、本社：北京市
- 中国電建集団鉄路建設有限公司(Powerchina Railway Construction Co., Ltd.)、本社：北京市
- 成都中電建瑞川軌道交通有限公司、本社：四川省成都市

測量・設計・コンサルタント
- 中国水電工程顧問集団有限公司(Hydrochina Corporation)、本社：北京市
- 中国電建集団北京勘測設計研究院有限公司(Hydrochina Beijing Engineering Corporation Limited)、本社：北京市
- 中国電建集団華東勘測設計研究院有限公司(Huadong Engineering Corporation Limited)、本社：浙江省杭州市
- 中国電建集団西北勘測設計研究院有限公司(Northwest Engineering Corporation Limited) 、本社：陝西省西安市
- 中国電建集団中南勘測設計研究院有限公司(Zhongnan Engineering Corporation Limited)、本社：湖南省長沙市
- 中国電建集団成都勘測設計研究院有限公司(Chengdu Engineering Corporation Limited)、本社：四川省成都市
- 中国電建集団貴陽勘測設計研究院有限公司(Guiyang Engineering Corporation Limited)、本社：貴州省貴陽市
- 中国電建集団昆明勘測設計研究院有限公司(Kunming Engineering Corporation Limited)、本社：雲南省昆明市

電力事業への投資と運営
- 中国電建集団甘粛能源投資有限公司(Powerchina Gansu Energy Investment Co., Ltd.)、本社：甘粛省蘭州市
- 中電建水電開発集団有限公司(Powerchina Hydropower Development Group Co., Ltd.)、本社：四川省成都市
- 中国水電建設集団新能源開発有限責任公司(Sinohydro Renewable Energy Co., Ltd.)、本社：北京市

海外への投資と運営、建設施工
- 中国電建集団海外投資有限公司(Powerchina Resources Ltd.)、本社：北京市

不動産開発
- 中国電建地産集団有限公司(Powerchina Real Estate Group Ltd.)、本社：北京市

機械設備リース
- 中国電建集団租賃有限公司(Powerchina Leasing Co., Ltd.)、本社：北京市

金融業務
- 中国電建集団財務有限責任公司(Powerchina Finance  Co., Ltd.)、本社：北京市

汚水処理
- 中電建水環境治理技術有限公司(Powerchina Water Environment Governance Co., Ltd.)、広東省深圳市

### 合弁会社および共同経営会社
建設業
- 北京京平水務有限公司、本社：北京市

土木工事
- 浙江徳創工程建設有限公司、本社：浙江省杭州市

工事施工
- 北京振沖工程股份有限公司、本社：北京市
- 雲南水電十四局昆華建設有限公司、本社：雲南省昆明市

住宅建築業
- 貴州省緑築科建住宅産業化発展有限公司、本社：貴州省貴陽市
- 西昌市電建鑫瑞投資建設有限責任公司、本社：四川省
- 西昌市電建華浩投資建設有限責任公司、本社：四川省
- 西昌市電建瑞隆投資建設有限責任公司、本社：四川省
- 西昌市電建康鑫投資建設有限責任公司、本社：四川省
- 西昌市電建国益投資建設有限責任公司、本社：四川省成都市

建築設備
- 中電建冀交高速公路投資発展有限公司、本社：河北省石家庄市
- 北京雅万高速鉄路有限公司、本社：北京市
- 霍山東方実業発展有限公司、本社：安徽省六安市
- 中電建滄州建設発展有限公司、本社：河北省滄州市

建築内外装
- 中電建金螳螂（北京）建築装飾工程有限公司、本社：北京市

建設コンサルティング
- 四川二灘建設諮詢有限公司、本社：四川省成都市

技術サービス
- 江西省水投華東設計有限公司、本社：江西省南昌市
- 西安聯能自動化工程有限責任公司、本社：陝西省西安市

発電
- 国家電投集団鄭州燃気発電有限公司、本社：河南省鄭州市

水力発電
- 五峰南河水電開発有限公司、本社：湖北省宜昌市
- 国電西蔵尼洋河流域水電開発有限公司、チベット自治区ニンティ市
- 四川岷江港航電開発有限公司、本社：四川省楽山市
- 四川華能太平驛水電有限責任公司、本社：四川省アバ・チベット族チャン族自治州
- 江蘇国信東凌風力発電有限公司、本社：江蘇省南通市
- 重慶酉水水電開発有限公司、本社：重慶市
- 四川紫馬電力有限責任公司、本社：四川省雅安市
- 四川美姑河水電開発有限公司、本社：四川省涼山イ族自治州

BOT事業
- 重慶渝広梁忠高速公路有限公司、本社：重慶市

汚水処理
- 四川能投水務投資有限公司、本社：四川省成都市

不動産開発
- 武漢双聯創和置業有限公司、本社：湖北省武漢市
- 誠通房地産有限責任公司、本社：北京市

不動産開発運営
- 南京電建中儲房地産有限公司、本社：江蘇省南京市
- 南京悦茂房地産開発有限公司、本社：江蘇省南京市
- 深圳悦茂置業有限公司、本社：広東省深圳市
- 上海安瀧鑫房地産開発有限公司、本社：上海市
- 広州市保瑞房地産開発有限公司、本社：広東省広州市

不動産コンサルティング
- 天津中恵房地産信息諮詢有限公司、本社：天津市

製造業
- 中鉄電建重型装備製造有限公司、本社：雲南省昆明市

プロパティマネジメント
- 成都澣花物業管理有限公司、本社：四川省成都市

人材サービス
- 北京海賦人力資源服務有限公司、本社：北京市

資本投資サービス
- 中電建（北京）基金管理有限公司(Powerchina Fund Management Company Limited)、本社：北京市
- 吉林市吉城吉豊管廊投資運営有限公司、本社：吉林省吉林市
- 吉林市吉城哈達管廊投資運営有限公司、本社：吉林省吉林市

図書、定期刊行物小売
- 中文発集団文化有限公司(CCDC Culture Co., Ltd.)、本社：北京市

### 海外の合弁会社および共同経営会社
鉱山採掘
- 剛果（金）華剛鉱業股份有限公司(SICOMINES S.A.)、本社：コンゴ民主共和国

銅鉱石選鉱
- 中剛基礎設施建設股份有限公司、本社：コンゴ民主共和国

設備工事
- 中剛工程建設股份有限公司、本社：コンゴ民主共和国

火力発電
- Hwange Electricity Supply Company(Private) Limited、本社：ジンバブエ

## キーワード
- パリ協定 (気候変動)
- 第十三次五カ年計画
- 消費電力